# 克賴瓦鄉
46°11′N 23°32′E / 46.183°N 23.533°E
克賴瓦鄉（羅馬尼亞語：Comuna Craiva, Arad），是羅馬尼亞的鄉份，位於該國西部，由阿拉德縣負責管轄，面積115平方公里，海拔高度196米，2011年人口2,880，人口密度每平方公里27人。